# Tendai Mtawarira
Tendai Mtawarira (Harare, 1º agosto 1985) è un rugbista a 15 zimbabwese naturalizzato sudafricano, militante nel ruolo di pilone nell'Old Glory DC in Major League Rugby. Nel 2019 si è laureato campione del mondo con il Sudafrica.

## Biografia
Nativo di Harare, in Zimbabwe, Mtawarira compì gli studi nel suo Paese di origine e iniziò a praticare il rugby nel Peterhouse College di Marondera; rappresentò anche lo Zimbabwe a livello Under-19 prima di trasferirsi a Durban, in Sudafrica, nel 2005, per entrare nelle giovanili dei Natal Sharks.
Esordì nel 2006 in Currie Cup e, l'anno seguente, anche in Super Rugby nella franchise professionistica degli Sharks.
Nel 2008, dopo tre anni di attività in Sudafrica, giunse il debutto negli Springbok a Pretoria contro il Galles e nell'incontro successivo, a Città del Capo contro l'Italia, giunse anche la prima meta.
Soprannominato The Beast (la Bestia) dai suoi tifosi, ebbe la sua consacrazione internazionale durante il tour 2009 dei British Lions in Sudafrica: nel primo incontro della serie, che gli Springbok vinsero 26-21, Mtawarira vinse il confronto contro l'esperto pilone inglese dei Lions, Phil Vickery, dando un contributo decisivo affinché la sua squadra vincesse la serie per 2 incontri a uno.
A fine 2009 nacque una controversia dai risvolti politico-istituzionali sull'utilizzo di Mtawarira in Nazionale: in base alle regole dell'International Rugby Board il giocatore era perfettamente titolato a giocare per gli Springbok in quanto da almeno tre anni militante in squadre della SA Rugby Union, ma le leggi del Sudafrica prevedono che solo chi è cittadino di tale Paese possa rappresentarlo a livello internazionale.
Fu contestato a Mtawarira, inoltre, di non avere un permesso di soggiorno, ma solo un permesso temporaneo di lavoro che non poteva essere trasformato in permesso permanente per motivi sportivi, onde non svilirne l'importanza; a febbraio 2010, inoltre, dal momento che non vi era stata mai alcuna richiesta formale da parte del giocatore per ottenere la naturalizzazione, il politico Butana Komphela, membro della commissione parlamentare per lo sport, ne chiese il rimpatrio forzato in Zimbabwe e propose sanzioni per la Federazione, rea di avere schierato in squadra un cittadino straniero (benché l'IRB non avesse trovato alcunché da eccepire tanto da iscrivere validamente Mtawawira a referto).
La situazione si risolse, infine, a giugno 2010 quando, a seguito della richiesta di Mtawarira di ottenere la cittadinanza, il ministro degli esteri Nkosazana Dlamini-Zuma decise di accelerare la pratica burocratica e di concedere il passaporto sudafricano al giocatore, così tornato disponibile per gli Springbok; nel 2011 fu tra i convocati alla Coppa del Mondo in Nuova Zelanda.
Anche il club a inviti dei Barbarians ha schierato Mtawarira in varie occasioni, la più recente delle quali nel 2013.
Fu, ancora, convocato nella rosa sudafricana alla Coppa del Mondo di rugby 2015 in Inghilterra, in cui la squadra si classificò al terzo posto finale.

## Palmarès
- Coppe del mondo: 1
Sudafrica: 2019
- Currie Cup: 3
Natal Sharks: 2008, 2010, 2013